# Husam Azam
Husam Azam –en árabe, حسام عزام– (Gaza, 1976) es un deportista palestino que compitió en atletismo adaptado.

## Vida personal
Contrajo polio y sufrió parálisis a los tres años de edad, perdiendo el uso de sus piernas, lo que lo obligó a utilizar una silla de ruedas de fabricación casera. Se casó dos veces y tiene ocho hijos.
Durante el conflicto de la Franja de Gaza de 2008-2009, se encontraba en el campamento de Jabalia. Al regresar a su hogar, descubrió que la misma había sido blanco directo de un cohete israelí. Ese mismo año debió afrontar el fallecimiento de sus padres y de su primera esposa durante el parto de uno de sus hijos.

## Palmarés internacional
| Juegos Paralímpicos | Juegos Paralímpicos | Juegos Paralímpicos | Juegos Paralímpicos |
| Año                 | Lugar               | Medalla             | Prueba              |
| ------------------- | ------------------- | ------------------- | ------------------- |
| 2000                | Sídney (Australia)  | Medalla de bronce   | Peso F53            |
| 2004                | Atenas (Grecia)     | Medalla de plata    | Peso F53            |

## Trayectoria
Se entrenó en jabalina y lanzamiento de peso en la Franja de Gaza. También jugó al tenis de mesa adaptado (ganando un campeonato) y al baloncesto en silla de ruedas (este en el año 1998) con la Federación Palestina de Deportes para Discapacitados (FPDD). Es el único atleta paralímpico calificado de Gaza, entrenando patios escolares vacíos y utilizando los recursos y el apoyo de la FPDD.
Participó en el campeonato mundial de atletismo adaptado de 2002 (celebrado en Francia), obteniendo el segundo lugar en lanzamiento de peso y el décimo en lanzamiento de disco. También participó en un campeonato en Jordania y obtuvo dos medallas de oros y una de bronce en un campeonato mediterráneo en Egipto.

### Sídney 2000
Fue el primer palestino en participar en los Juegos Paralímpicos, cuando representó a su país en los Juegos de verano de 2000, celebrados en Sídney, Australia. Allí ganó una medalla de bronce en lanzamiento de peso, con un lanzamiento de 6,94 metros. Fue la primera medalla paralímpica para Palestina. También participó en lanzamiento de disco, donde quedó en el último puesto.

### Atenas 2004
Representó nuevamente a Palestina en los Juegos Paralímpicos de verano de 2004 en Atenas (Grecia) y ganó la medalla de plata en el evento de lanzamiento de peso, con un lanzamiento de 7,82 metros.

### Pekín 2008
Compitió por tercera vez en los Juegos Paralímpicos de verano de 2008 en Pekín (China), donde fue el abanderado de la delegación palestina en la ceremonia de apertura. Participó en el evento de lanzamiento de peso, quedando en el octavo puesto. Sin embargo logró romper un récord personal.

### Río de Janeiro 2016
Compitió en los Juegos Paralímpicos de verano de 2016 en Río de Janeiro (Brasil), donde volvió a ser el abanderado de la delegación palestina en la ceremonia de apertura. Participó en el evento de lanzamiento de peso, volviendo a quedar en el octavo puesto. Pudo acceder a los juegos tras ganar un campeonato interno realizado en la Federación Palestina de Deportes para Discapacitados.